# 小高敏夫
小高 敏夫（こだか としお、1936年2月28日 - 2023年3月24日）は、日本の経営者。東京エレクトロンの創業者。東京都出身。

## 経歴
1958年に慶應義塾大学工学部を卒業し、同年に日商岩井に入社し、1963年に同僚と共に東京エレクトロンを創業。1972年に常務に就任し、1974年に専務を経て、1980年12月に社長に就任し、1984年12月には会長に就任。1986年10月に再び社長に就任し、1990年12月に会長を経て、1996年6月から相談役を務めた。
2023年3月24日に死去。87歳没。